# 21. únor
21. únor je 52. den roku podle gregoriánského kalendáře. Do konce roku zbývá 313 dní (314 v přestupném roce). Svátek slaví Lenka a Eleonora.

## Události

### Česko
- 1420 – Husité s Petrem Hromádkou dobyli Sezimovo Ústí.
- 1946 – Obnovena Univerzita Palackého v Olomouci.

### Svět
- 1431 – V Rouenu byla Jana z Arku postavena před anglický soud.
- 1583 – Holandský Groningen začal používat gregoriánský kalendář.
- 1613 – Michail I. Fjodorovič byl na národním shromáždění zvolen všemi hlasy za ruského cara. Počátek vláda dynastie Romanovců.
- 1804 – První parní lokomotiva anglického inženýra Richarda Trevithicka ujela s pěti vozy 16 km.
- 1842 – Johnu Greenoughovi byl v USA udělen patent na šicí stroj.
- 1848 – Karel Marx a Friedrich Engels publikovali Komunistický manifest.
- 1878 – První telefonní seznam byl vydán v New Haven v americkém státě Connecticut.
- 1885 – Byl slavnostně otevřen Washingtonův monument.
- 1916 – Začátek německého útoku na Verdun během první světové války.
- 1921 – Proběhla Krompašská vzpoura.
- 1945 – Ve druhé světové válce potopila japonská letadla kamikaze eskortní letadlovou loď USS Bismarck Sea a poškodila letadlovou loď USS Saratoga.
- 1947 – V New Yorku představil Edwin Land společně s firmou Polaroid Corporation instantní fotoaparát.
- 1952
  - Vláda Winstona Churchilla v Spojeném království zrušila občanské průkazy jako akt pro svobodu lidí.
  - V Dháce (ve Východním Bengálsku) studenti demonstrovali za bengálštinu jako jednací jazyk v Pákistánu, byli zabiti čtyři lidé. Začal celostátní protest, který vyústil v uznání bengálštiny jedním z národních jazyků Pákistánu. Tyto události pak vedly UNESCO k uznání 21. února jako Mezinárodní den mateřských jazyků.
- 1965 – Malcolm X byl zavražděn v Audubonském tanečním sále v New York City členy islámského národa.
- 1970 – Neštěstí blízko Curychu ve Švýcarsku: při letu Swissair 330 došlo vysoko nad zemí k pumové explozi, bylo zabito 38 pasažérů a devět členů posádky
- 1971 – Ve Vídni byla podepsána evropská Konvence o psychotropních substancích.
- 1972
  - Prezident USA Richard Nixon navštívil Čínskou lidovou republiku, aby stabilizoval čínsko-americké vztahy.
  - Sovětská planetární sonda Luna 20 přistála na Měsíci.
- 1973 – Izraelské stíhačky sestřelily nad Sinajskou pouští zbloudilý Let Libyan Arab Airlines 114, jehož pilot je odmítl následovat na letiště. Zahynulo 108 ze 113 osob na palubě.
- 1974 – Poslední izraelští vojáci opustili západní břehy Suezského průplavu k naplnění příměří s Egyptem.
- 1975 – Aféra Watergate: Aféra prezidenta Nixona vedla k odsouzení a uvěznění bývalého generálního prokurátora US Johna N. Mitchella a úředníků z Bílého domu H. R. Haldemana a Johna Ehrlichmana.
- 1995 – Steve Fossett se stal první osobou, která přeletěla samostatně Tichý oceán v balonu.
- 2004 – Evropská strana zelených, první evropská politická strana, se ustavila v Římě.
- 2005 – Izrael propustil 500 palestinských vězňů jako gesto dobré vůle.
- 2012 – Členky Pussy Riot se pomodlily v moskevském chrámu Krista Spasitele písní „Bohorodičko, vyžeň Putina“.
- 2018 – V slovenské obci Veľká Mača byl zavražděn investigativní novinář Ján Kuciak spolu se svojí snoubenkou Martinou Kušnírovou.
- 2022 – Vladimir Putin uznal nezávislost separatistických ukrajinských území Doněckého a Luhanského na ukrajinském východě a nařídil svým vojskům vstup na tato území, čímž započal nové období svého dlouholetého útoku na Ukrajinu.

## Narození

### Česko

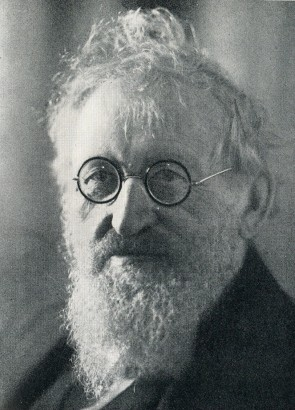
Karel Matěj Čapek-Chod (* 1860)

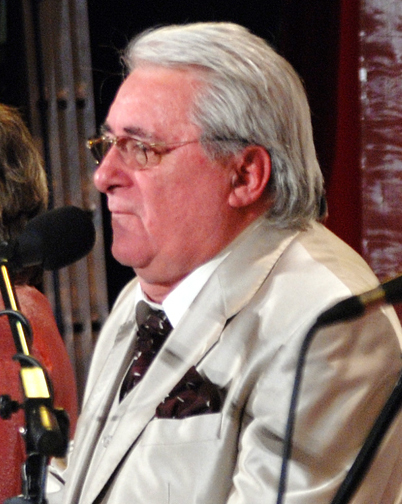
Jiří Zmožek (* 1943)

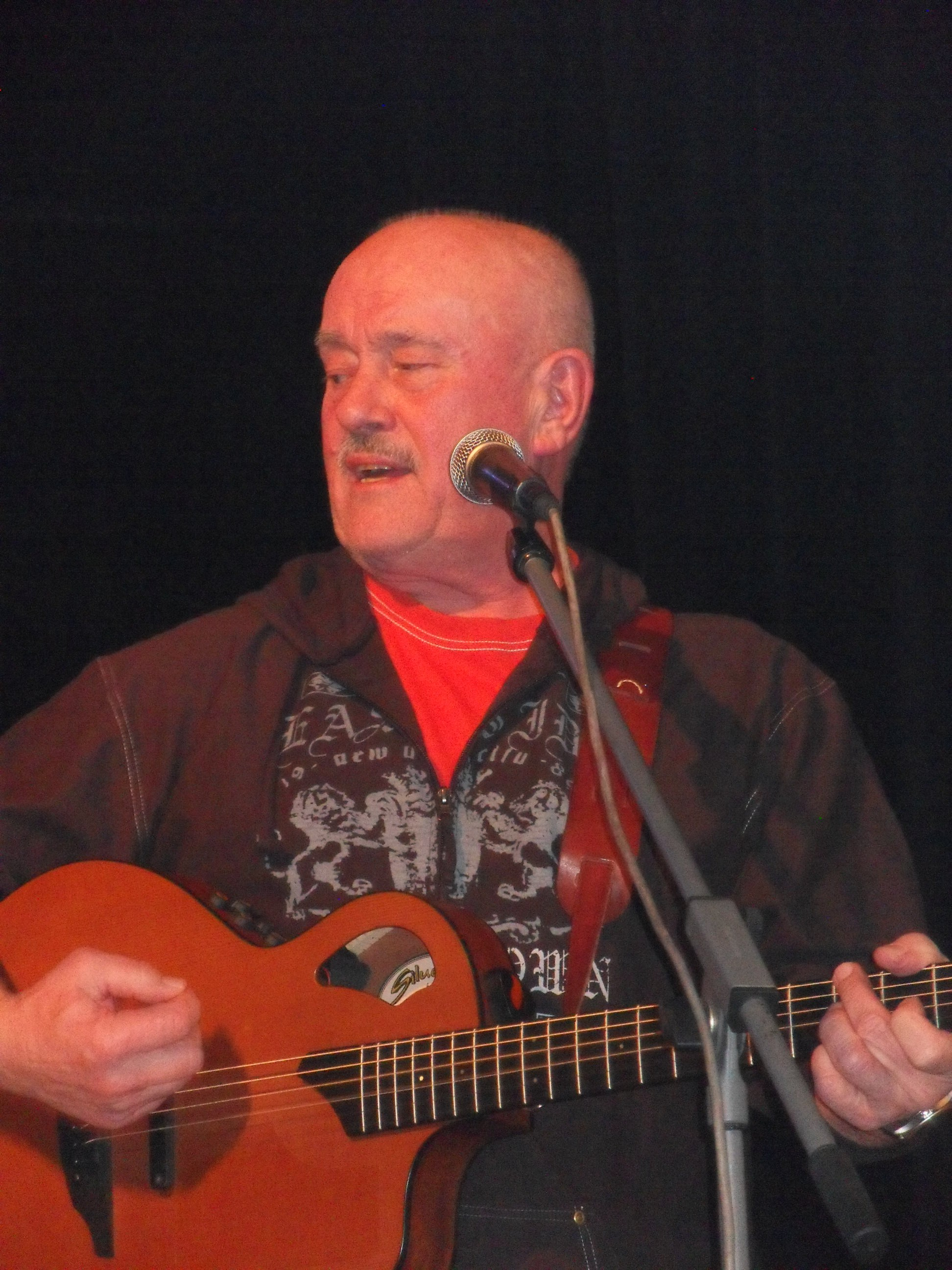
Petr Ulrych (* 1944)

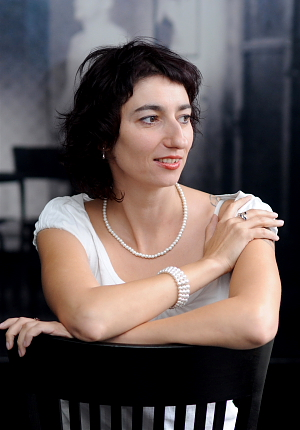
Simona Babčáková (* 1973)

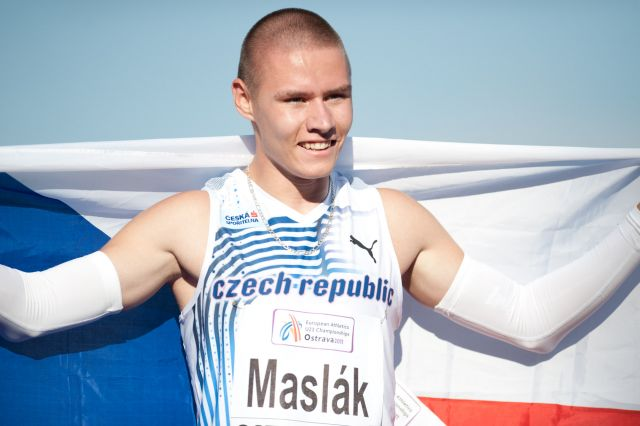
Pavel Maslák (* 1991)

- 1296 – Markéta Přemyslovna, dcera českého krále Václava II. († 8. dubna 1322)
- 1521 – Matěj Červenka, biskup Jednoty bratrské († 13. prosince 1569)
- 1801 – Jan Křtitel Václav Kalivoda, houslista a skladatel († 3. prosince 1866)
- 1820 – Alois Pražák, politik a právník († 30. ledna 1901)
- 1839 – Václav Sedláček, český právník a politik († 22. srpna 1894)
- 1840 – Aleš Balcárek, moravský básník († 8. května 1862)
- 1846
  - Svatopluk Čech, český básník († 23. února 1908)
  - Karel Bubela, český politik († 6. února 1908)
- 1860 – Karel Matěj Čapek-Chod, český spisovatel († 3. listopadu 1927)
- 1862 – Vincenc Ševčík, československý kněz a politik († 16. října 1921)
- 1865 – Karel Groš, starosta Prahy († 12. října 1938)
- 1870
  - Bohumil Navrátil, historik a rektor Masarykovy univerzity v Brně († 2. července 1936)
  - Josef Vančura, český právník, profesor římského práva († 26. května 1930)
- 1877
  - Čeněk Chyský, český historik († 28. února 1952)
  - Josef Václav Bohuslav Pilnáček, starosta města Hradce Králové († 11. května 1949)
- 1879
  - Igor Hrušovský, československý politik († 24. května 1937)
  - Josef Syrový, malíř († 22. srpna 1956)
- 1880
  - Karel Hloucha, spisovatel († 7. ledna 1957)
  - Emil Králík, český architekt († 26. června 1946)
- 1888 – Josef Hendrich, profesor pedagogiky († 5. října 1950)
- 1893 – Vladimír Kajdoš, československý generál, politik a ministr († 8. července 1970)
- 1896 – Karel Josef Beneš, český spisovatel († 27. března 1969)
- 1900 – Leo Mayer, pražský architekt († 1944)
- 1901 – Antonín Šatra, český hudební skladatel († 28. prosince 1979)
- 1907 – Oldřich Kovář, operní pěvec († 5. dubna 1967)
- 1915 – Josef Filipec, český jazykovědec, lexikograf († 7. dubna 2001)
- 1919 – Věra Gabrielová, herečka a fotografka († 12. prosince 2002)
- 1920 – Nora Cífková, česká herečka († 25. ledna 2017)
- 1921 – Zdeněk Miler, ilustrátor a autor animovaných filmů pro děti († 30. listopadu 2011)
- 1924
  - Stanislav Langer, český klinický psycholog († 29. června 2004)
  - Miloš Sedmidubský, český hudební skladatel († 13. dubna 1995)
- 1926
  - František Černý, český teatrolog a historik († 12. června 2010)
  - Bohumil Švarc, herec a rozhlasový hlasatel († 1. dubna 2013)
- 1928 – Jaroslav Malák, český malíř a ilustrátor († 17. srpna 2012)
- 1929 – Václav Hudeček, divadelní režisér († 3. prosince 1991)
- 1931 – Karel Malina, rozhlasový sportovní reportér († 2. února 2015)
- 1938 – Jan Seger, děkan fakulty informatiky a statistiky VŠE
- 1941 – Vladimír Nálevka, český historik († 6. června 2010)
- 1943 – Jiří Zmožek, český skladatel populární hudby, hudebník a zpěvák
- 1944 – Petr Ulrych, český zpěvák, hudební skladatel a textař, člen skupiny Javory
- 1946 – Vladimír Petlák, český volejbalista, mistr světa († 2. února 1999)
- 1947 – Franta Kocourek, český bavič, silák a herec († 7. července 1991)
- 1948 – Miroslav Škaloud, český fyzik a politik
- 1949
  - Karel Třešňák, vodní slalomář, mistr světa
  - Rudy Kovanda, český bavič, zpěvák a sportovec († 29. října 1989)
- 1951 – Miroslav Petříček, český filosof, žák Jana Patočky
- 1954 – Antonín Braný, fotograf a vysokoškolský pedagog († 11. října 2010)
- 1957 – Tomáš Březina, český podnikatel a politik
- 1960 – Václav Umlauf, český filosof, teolog a publicista
- 1973 – Simona Babčáková, česká herečka
- 1975 – Petra Špalková, česká herečka a pedagožka
- 1981 – Jana Bernášková, česká divadelní a filmová herečka
- 1983 – Hana Vagnerová, česká herečka
- 1987 – Tomáš Okleštěk, český fotbalista
- 1991 – Pavel Maslák, český atlet
- 2000 – Kateřina Galíčková, trojková basketbalistka

### Svět

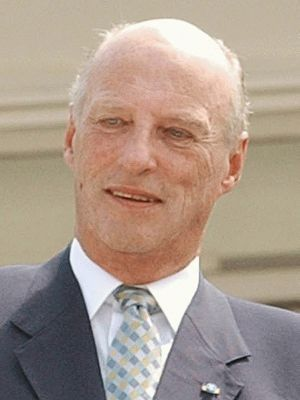
Harald V. (* 1937)

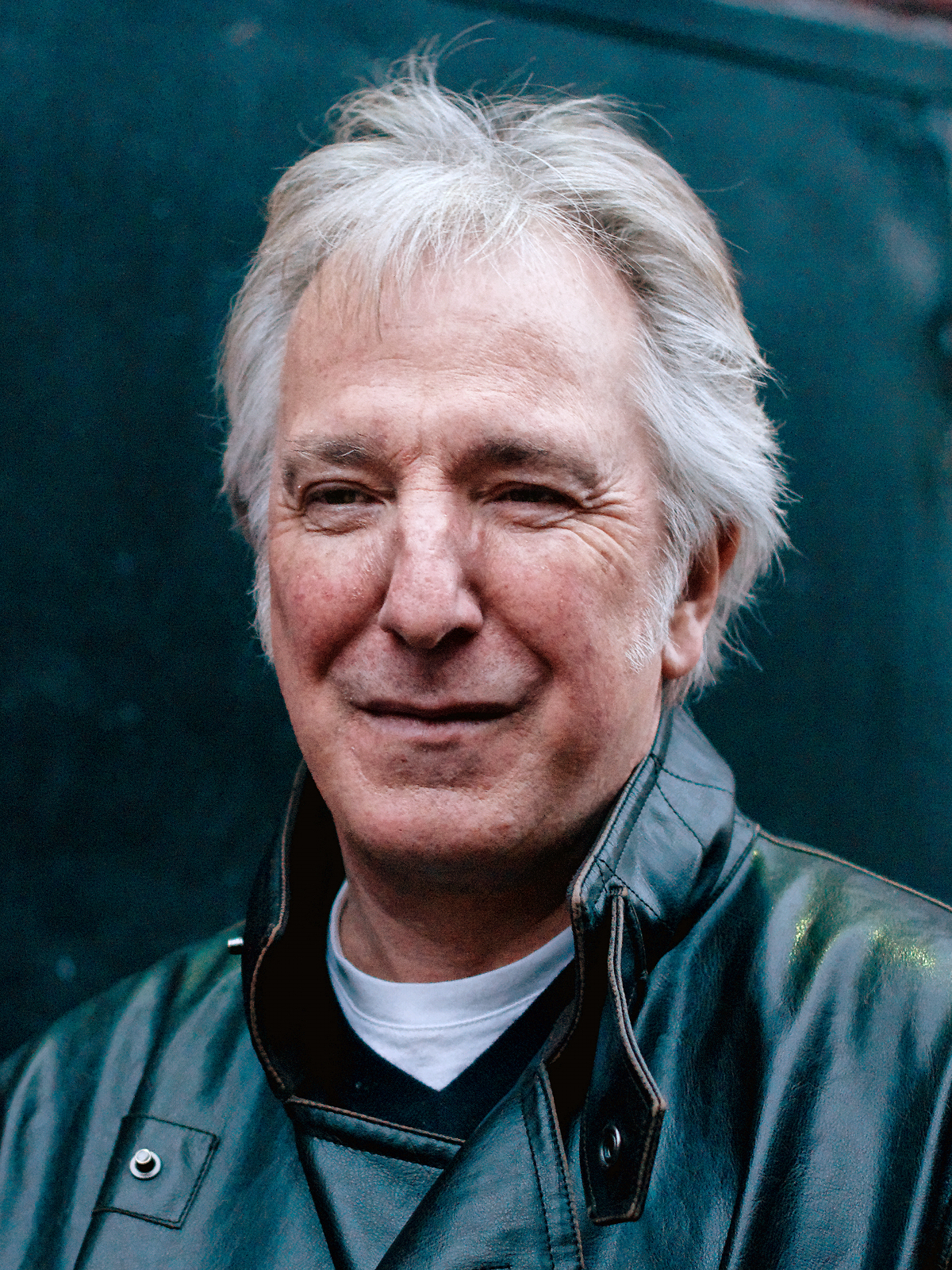
Alan Rickman (* 1946)

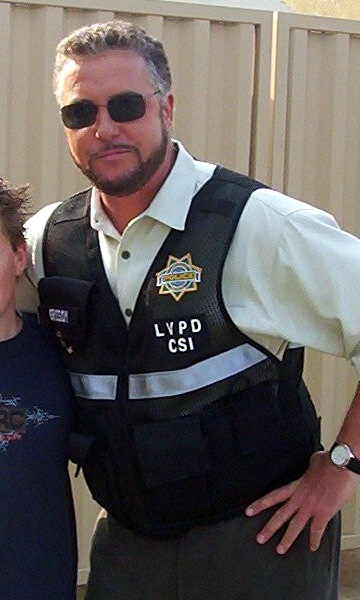
William Petersen (* 1953)

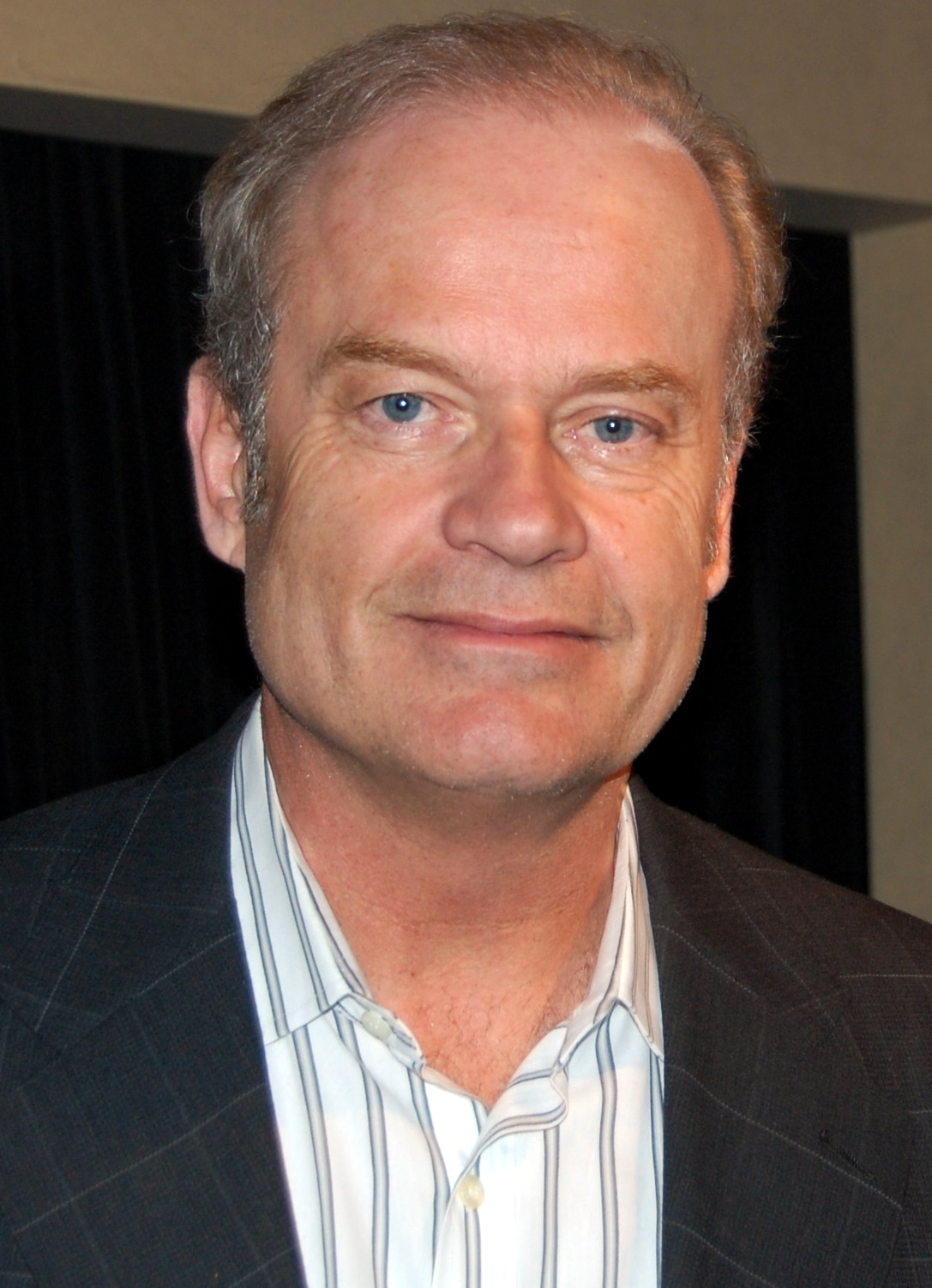
Kelsey Grammer (* 1955)

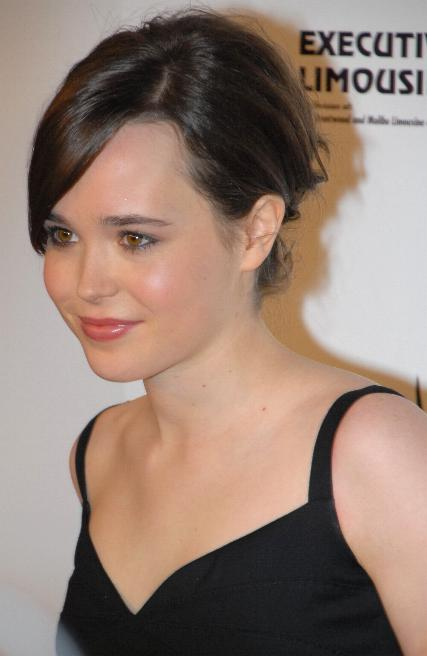
Ellen Page (* 1987)

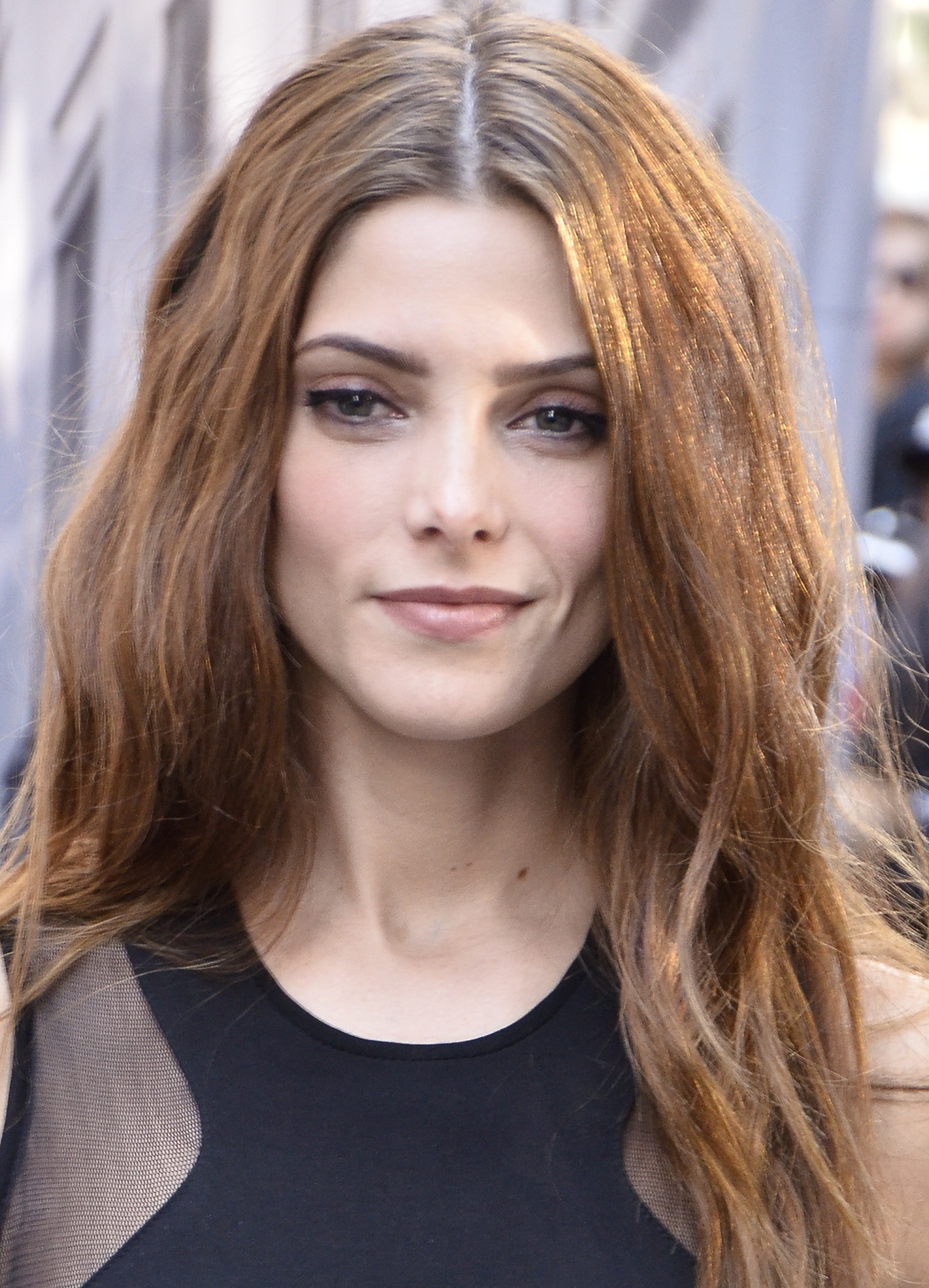
Ashley Greene (* 1987)

- 1397 – Isabela Portugalská, burgundská vévodkyně a regentka († 21. února 1471)
- 1591 – Girard Desargues, francouzský matematik, architekt a inženýr († říjen 1661)
- 1609 – Raimund hrabě Montecuccoli, vojevůdce a vojenský teoretik († 16. října 1680)
- 1627 – Nicolò Beregan, italský šlechtic, právník, básník, historik, překladatel a operní libretista († 17. prosince 1713)
- 1728 – Petr III., ruský car, manžel Kateřiny Veliké († 7. (18). července 1762)
- 1763 – Alois Dessauer, německý bankéř († 11. dubna 1850)
- 1770 – Georges Mouton de Lobau, francouzský generál († 21. listopadu 1838)
- 1794 – Antonio López de Santa Anna, mexický generál a prezident († 21. června 1876)
- 1801 – John Henry Newman, anglický teolog († 11. srpna 1890)
- 1809 – Teofil Kwiatkowski, polský malíř († 14. srpna 1891)
- 1815 – Ernest Meissonier, francouzský malíř a sochař († 31. ledna 1891)
- 1817 – José Zorilla y Moral, španělský romantický básník a dramatik († 23. března 1893)
- 1820 – Apollo Korzeniowski, polský spisovatel († 23. května 1869)
- 1836 – Léo Delibes, francouzský skladatel († 16. ledna 1891)
- 1838 – Silvestre de Sacy, francouzský filolog (* 21. září 1758)
- 1844 – Charles-Marie Widor, francouzský varhaník a skladatel († 12. března 1937)
- 1846 – Heinrich Ehrlich, rakouský finančník a mecenáš († ?)
- 1851 – Karl Wilhelm Diefenbach, německý symbolistický malíř († 15. prosince 1913)
- 1856 – Henrik Petrus Berlage, nizozemský architekt († 12. srpna 1934)
- 1866 – August von Wassermann, německý bakteriolog († 16. března 1925)
- 1875 – Jeanne Calmentová, Francouzka považovaná za nejdéle žijícího člověka († 4. srpna 1997)
- 1877 – Réginald Marie Garrigou-Lagrange, francouzský teolog († 15. února 1964)
- 1892 – Harry Stack Sullivan, americký psychiatr a psycholog († 15. ledna 1949)
- 1893 – Andrés Segovia, španělský klasický kytarista († 2. června 1987)
- 1895 – Henrik Carl Peter Dam, dánský biochemik, nositel Nobelovy ceny († 17. duben, 1976)
- 1901 – Fjodor Konstantinov, sovětský marxisticko-leninský filosof († 8. prosince 1991)
- 1907 – W. H. Auden, anglo-americký levicově orientovaný básník († 29. září 1973)
- 1903
  - Anaïs Nin, americká spisovatelka dánsko-kubánského původu († 14. ledna 1977)
  - Raymond Queneau, francouzský prozaik († 25. října 1976)
- 1904 – Alexej Kosygin, předseda Rady ministrů Sovětského svazu († 18. prosince 1980)
- 1907 – Wystan Hugh Auden, anglo-americký básník († 29. září 1973)
- 1915
  - Godfrey Brown, britský atlet, olympijský vítěz († 4. února 1995)
  - Anton Vratuša, slovinský politik a diplomat († 30. července 2017)
- 1917
  - Tadd Dameron, americký jazzový klavírista a hudební skladatel († 8. března 1965)
  - Victor Marijnen, premiér Nizozemska († 5. dubna 1975)
- 1920 – Leo Scheffczyk, německý římskokatolický kněz, teolog, kardinál († 8. prosince 2005)
- 1921
  - John Rawls, americký liberální filozof, profesor na Harvardu († 24. listopadu 2002)
  - Antonio María Javierre Ortas, španělský kardinál († 1. února 2007)
- 1922 – Zvi Zeitlin, rusko-americký houslista a pedagog († 2. května 2012)
- 1924
  - Robert Gabriel Mugabe, zimbabwský prezident a diktátor († 6. září 2019)
  - Silvano Piovanelli, italský kardinál († 9. července 2016)
- 1925
  - Tom Gehrels, americký astronom nizozemského původu († 2011)
  - Štefan Vrablec, biskup bratislavsko-trnavské arcidiecéze († 1. září 2017)
- 1926 – Heike Kamerlingh Onnes, nizozemský fyzik (* 21. září 1853)
- 1927 – Erma Bombecková, americká humoristka († 22. dubna 1996)
- 1933 – Nina Simone, americká zpěvačka, skladatelka, pianistka († 21. dubna 2003)
- 1937
  - Ron Clarke, australský atlet, nejlepší světový vytrvalec šedesátých let († 17. června 2015)
  - Harald V., norský král
- 1943 – Roberto Faenza, italský filmový režisér a scenárista
- 1945 – Paul Newton, baskytarista skupiny Uriah Heep
- 1946 – Alan Rickman, anglický herec a režisér († 14. ledna 2016)
- 1948
  - Christian Vander, francouzský avantgardní bubeník, skladatel
  - Roberto de Mattei, italský katolický historik a spisovatel
- 1949 – Ronnie Hellström, švédský fotbalista († 6. února 2022)
- 1950 – Håkan Nesser, švédský spisovatel krimi
  - Sahle-Work Zewdeová, etiopská prezidentka
- 1951 – Vince Welnick, americký klávesista († 2. června 2006)
- 1952 – Jean-Jacques Burnel, anglický zpěvák a baskytarista
- 1953 – William Petersen, americký herec
- 1954 – Ivo Van Damme, belgický běžec, dvojnásobný stříbrný olympijský medailista († 29. prosince 1976)
- 1955
  - Larry Campbell, americký hudební producent a multiinstrumentalista
  - Kelsey Grammer, americký herec, televizní producent, scenárista
- 1960 – Plamen Orešarski, předseda vlády Bulharska
- 1962 – Chuck Palahniuk, americký postmoderní spisovatel a novinář na volné noze
- 1963 – Lori Fungová, kanadská moderní gymnastka
- 1969
  - James Dean Bradfield, velšský zpěvák a kytarista
  - Petra Kronbergerová, rakouská sjezdařka
- 1971
  - Randy Blythe, americký zpěvák
  - Jason Cirone, italský lední hokejista († 2. října 2024)
- 1973 – Brian Rolston, americký lední hokejista
- 1976 – Ryan Smyth, kanadský lední hokejista
- 1979 – Nathalie Dechy, francouzská tenistka
- 1984
  - David Odonkor, německý fotbalista
  - Andreas Seppi, italský tenista
- 1985
  - Martin Velits, slovenský cyklista
  - Peter Velits, slovenský cyklista
- 1986 – Charlotte Church, velšská zpěvačka
- 1987
  - Elliot Page, kanadský herec
  - Ashley Greene, americká herečka a modelka
- 1991 – Rijád Mahriz, alžírský fotbalista
- 2002 – Marcus a Martinus Gunnarsenovi, norská dvojčata zpěváci

## Úmrtí

### Česko

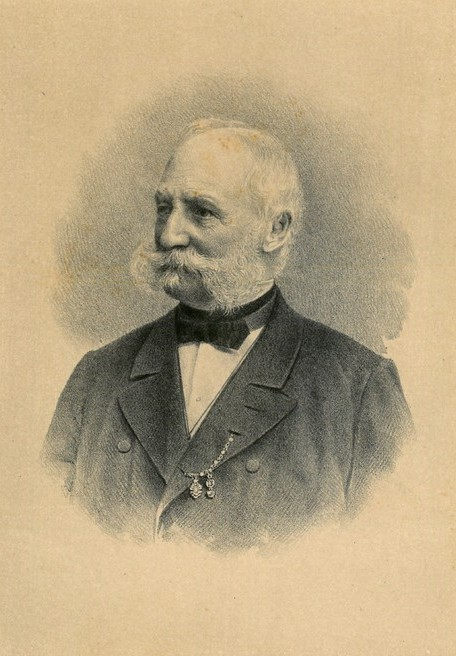
Emanuel Max († 1901)

- 1471 – Jan Rokycana, český spisovatel a husitský kazatel (asi * 1396)
- 1842 – Vojtěch Živný, hudebník a pedagog (* 13. května 1756)
- 1864 – Bedřich Moser, český humorista (* 5. března 1821)
- 1885 – Václav Šubert, český reformovaný kazatel (* 9. července 1825)
- 1901 – Emanuel Max, česko-německý sochař (* 19. října 1810)
- 1903 – František Josef Studnička, český matematik (* 27. června 1836)
- 1909 – Julius Gomperz, český politik německé národnosti (* 21. listopadu 1823)
- 1914 – Josef Starck, plzeňský právník a politik (* 17. října 1835)
- 1929 – Karel Ludvík Klusáček, český malíř, ilustrátor a básník (* 25. října 1865)
- 1934 – František Symon, hudebník, ředitel kůru a sbormistr (* 15. ledna 1847)
- 1939 – Václav Šturc, první předseda Komunistické strany Československa (* 21. srpna 1858)
- 1946 – Marie Janků-Sandtnerová, učitelka, autorka kuchařských příruček (* 8. prosince 1885)
- 1952 – Josef Pilnáček, moravský historik a genealog (* 9. února 1883)
- 1960 – Dalibor Pták, herec, zpěvák, skladatel a klavírista (* 31. prosince 1894)
- 1968 – Jan Krines, chodský kronikář (* 23. června 1897)
- 1972 – Antonín Jemelka, český malíř a kněz (* 8. října 1896)
- 1981 – Tomáš Vybíral, český stíhač (* 29. září 1911)
- 1983
  - Jaroslav Svojše, skaut a spisovatel (* 30. října 1920)
  - Emil Kotrba, malíř (* 22. února 1912)
- 1985 – Miloš Deyl, botanik (* 19. června 1906)
- 1998 – Jan Zelenka, novinář, ředitel Československé televize a komunistický politik (* 5. prosince 1923)
- 2003 – Karel Kosík, český filozof (* 26. června 1926)
- 2006 – Světla Mathauserová, literární historička a rusistka (* 7. března 1924)
- 2013 – Karel Hoffmann, komunistický politik, ministr (* 15. června 1924)
- 2016 – Zdeněk Marat, hudební skladatel (* 15. ledna 1931)
- 2021 – Josef Pavlíček, nejlepší útočník ČSK Uherský Brod (* 5. září 1954)

### Svět

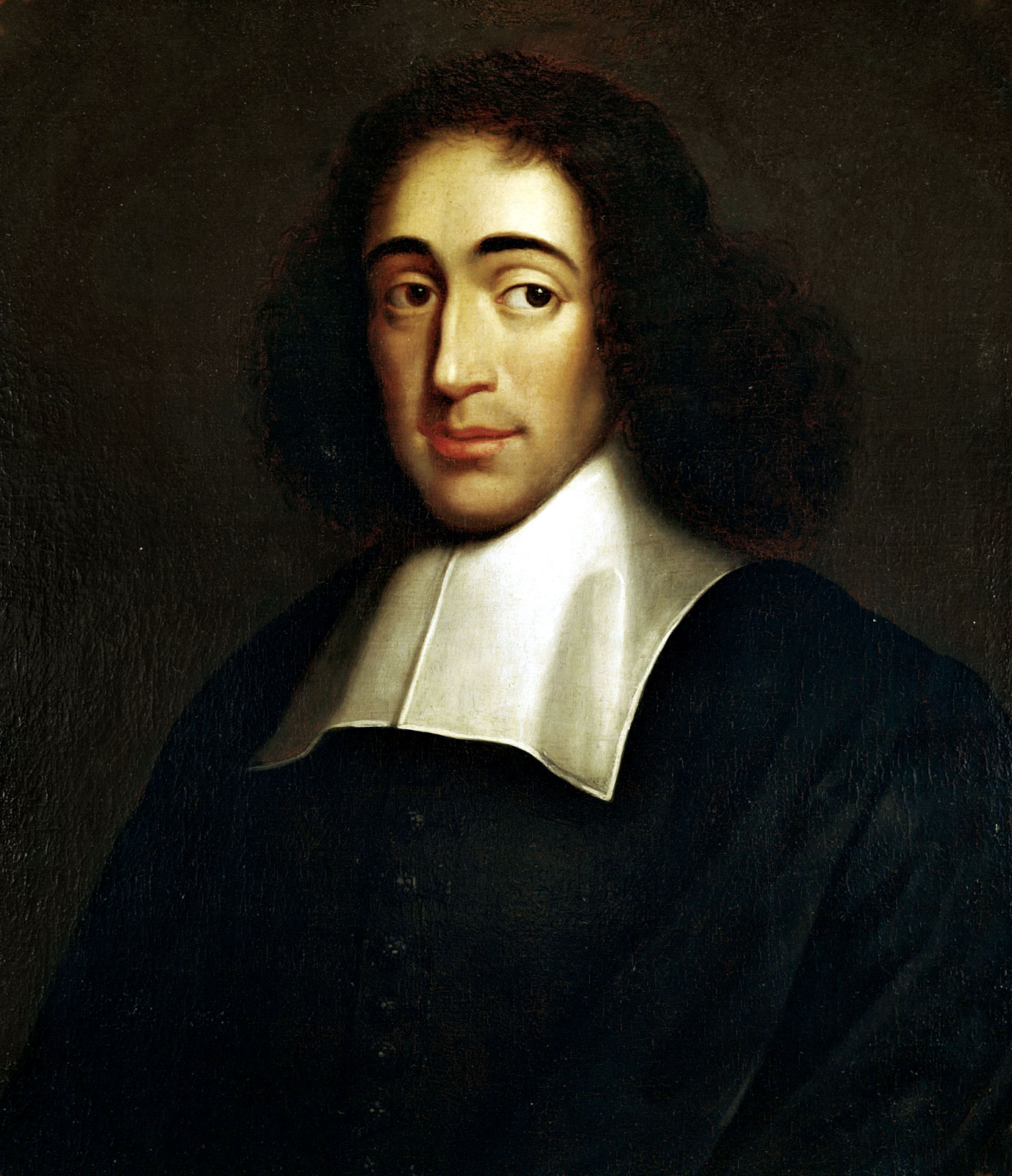
Baruch Spinoza († 1677)

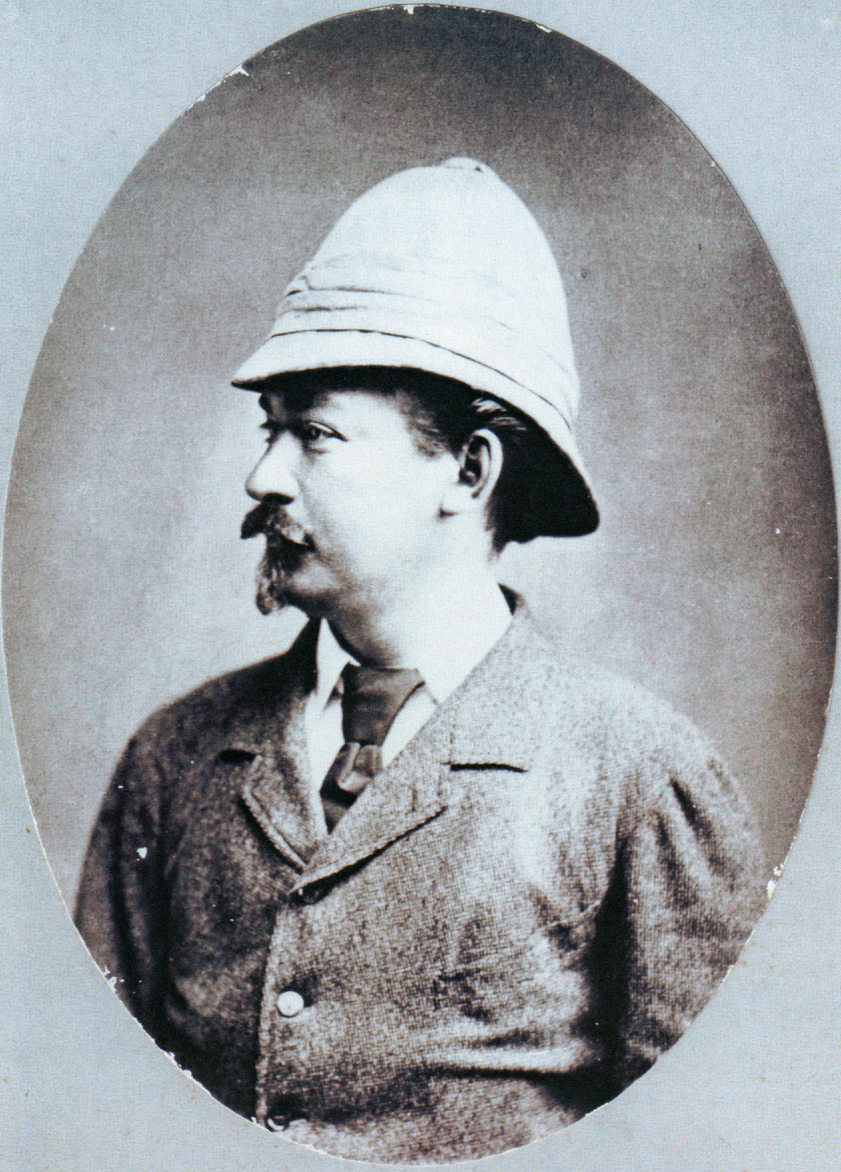
Emil Holub († 1902)

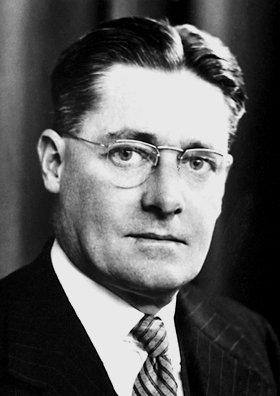
Howard Walter Florey († 1968)

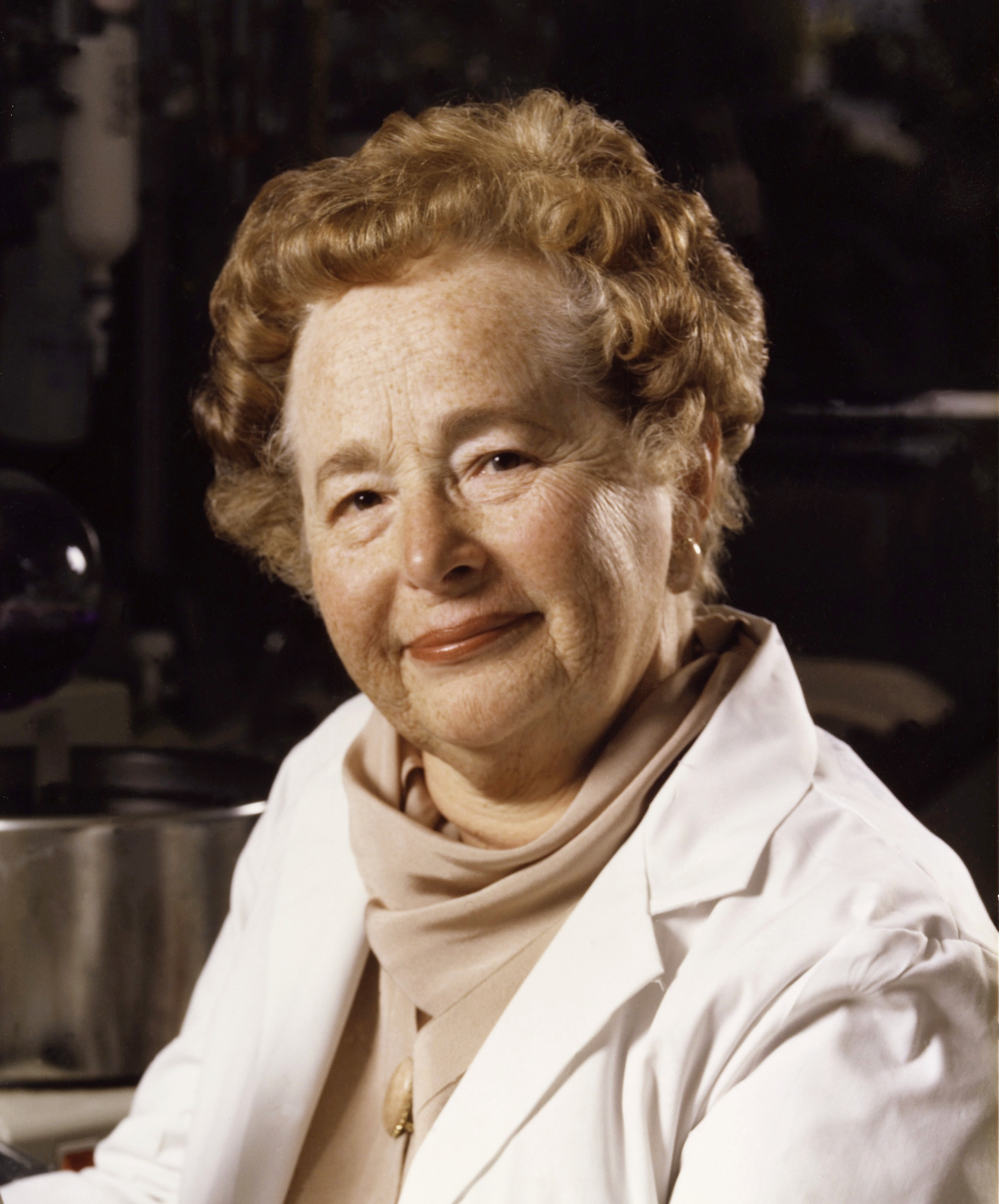
Gertrude Belle Elionová († 1999)

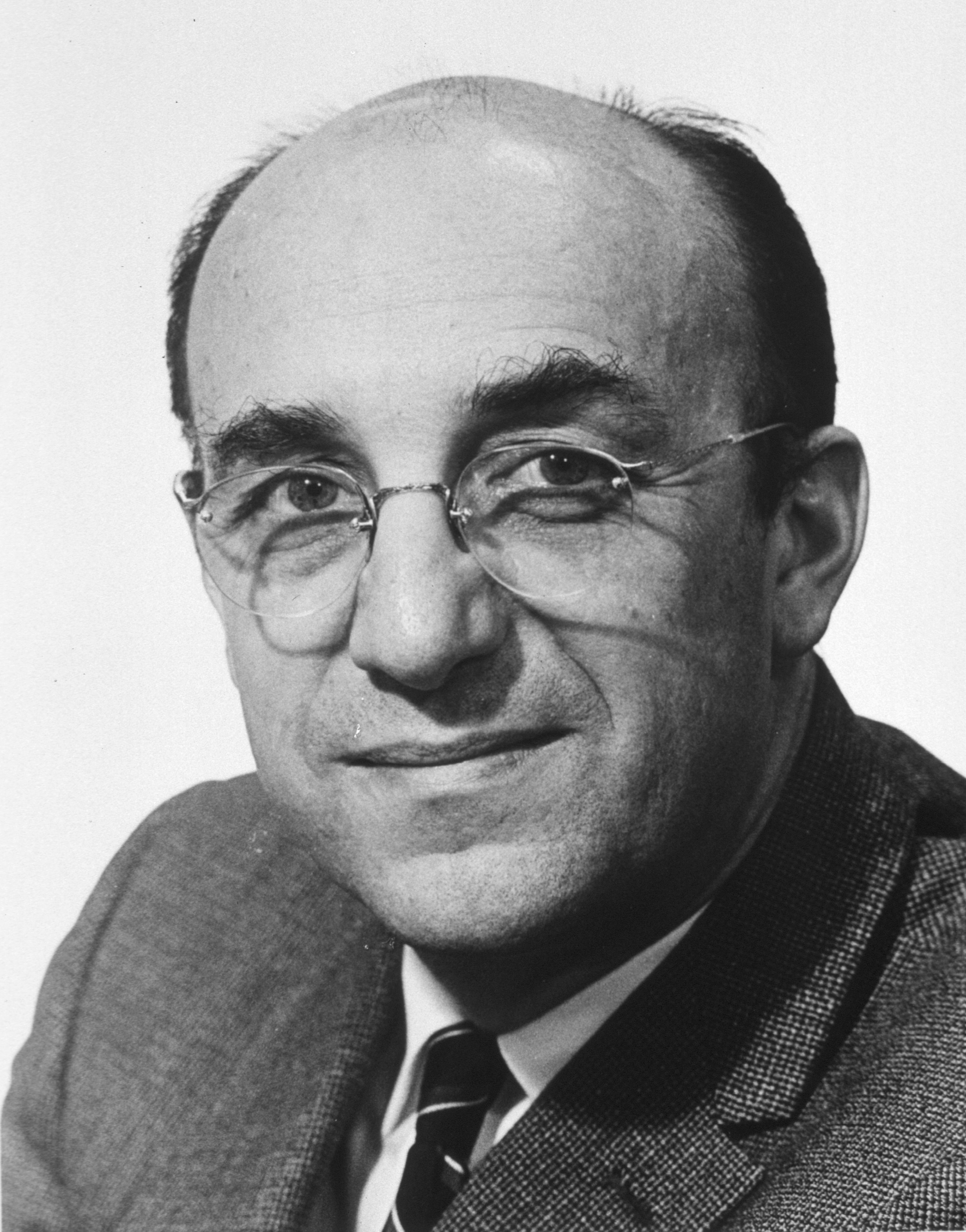
Roger Guillemin († 2024)

- 1359 – Eufémie Sicilská, sicilská princezna (* ? 1330)
- 1437 – Jakub I. Skotský, král skotský (* 10. prosince 1394)
- 1513 – papež Julius II. (* 5. prosince 1443)
- 1575 – Claude Francouzská, francouzská princezna (* 12. listopadu 1547)
- 1677 – Baruch Spinoza, nizozemský filozof (* 24. listopadu 1632)
- 1714 – Evžen Alexandr František Thurn-Taxis, první kníže Thurn-Taxis a generální poštmistr císařské pošty (* ?)
- 1730 – papež Benedikt XIII. (* 2. února 1649)
- 1738 – Gottlieb Siegfried Bayer, německý filolog (* 5. nebo 6. ledna 1694)
- 1741 – Jethro Tull, anglický agronom (* březen 1674)
- 1788 – Johann Georg Palitzsch, německý astronom (* 11. června 1723)
- 1789 – Karel Boromej Josef z Lichtenštejna, rakouský šlechtic (* 29. září 1730)
- 1823 – Charles Wolfe, irský badatel a dějepisec. (* 14. prosince 1791)
- 1824 – Evžen de Beauharnais, francouzský princ, italský vicekrál, dědičný frankfurtský velkovévoda, vévoda z Leuchtenberku a kníže z Eichstättu (* 3. září 1781)
- 1838 – Silvestre de Sacy, francouzský filolog, překladatel a polyglot († 1758)
- 1842 – Vojtěch Živný, hudebník a pedagog (* 13. května 1756)
- 1846
  - Ninkó, japonský císař (* 16. března 1800)
  - Martin Štěpán, český luteránský kazatel v Německu a USA (* 13. srpna 1777)
- 1866 – Nils Gustaf Nordenskjöld, finský mineralog (* 12. října 1792)
- 1868 – Giuseppe Abbati, italský malíř (* 13. ledna 1836)
- 1878 – Andrew Scott Waugh, britský armádní důstojník a zeměměřič (* 3. února 1810)
- 1888 – Jozef Miloslav Hurban, slovenský literát, čelná postava slovenského národního obrození (* 19. března 1817)
- 1891 – Artur Maximilian von Bylandt-Rheidt, ministr války Rakouska-Uherska (* 3. května 1821)
- 1894 – Gustave Caillebotte, francouzský malíř (* 19. srpna 1848)
- 1901
  - Henry Peach Robinson, anglický fotograf (* 9. července 1830)
  - George Francis FitzGerald, irský matematik (* 3. srpna 1851)
- 1902 – Emil Holub, český cestovatel (* 7. října 1847)
- 1906 – Johann Nepomuk Gleispach, předlitavský šlechtic, právník a politik (* 29. září 1840)
- 1919 – Kurt Eisner, německý levicový politik (* 14. května 1867)
- 1926 – Heike Kamerlingh Onnes, dánský fyzik, nositel Nobelovy ceny (* 21. září 1853)
- 1927 – Angus Buchanan, skotský ragbista (* 15. ledna 1847)
- 1928 – Zdzisław Morawski, polský literární historik, státní úředník a politik (* 12. dubna 1855)
- 1933 – Johanes Schmidt, dánský zoolog a fyziolog (* 2. ledna 1872)
- 1934 – Augusto César Sandino, nikaragujský revolucionář (* 18. května 1895)
- 1938
  - George Charles Beresford, anglický portrétní fotograf (* 10. července 1864)
  - George Ellery Hale, americký astronom (* 29. června 1868)
- 1941 – Frederick Banting, kanadský lékař, nositel Nobelovy ceny (* 14. listopadu 1891)
- 1942 – Olena Teliha, ukrajinská básnířka (* 21. července 1907)
- 1944 – Ferenc Szisz, maďarský automobilový závodník (* 20. září 1873)
- 1945 – Eric Liddell, britský atlet a misionář (* 16. ledna 1902)
- 1949 – Anders Beer Wilse, norský fotograf (* 12. června 1865)
- 1958 – Duncan Edwards, anglický fotbalista (* 1936)
- 1961 – Frederick McKinley Jones, americký vynálezce (* 17. května 1893)
- 1965 – Malcolm X, americký bojovník za práva černochů (* 19. května 1925)
- 1967 – Wolf Albach-Retty, rakouský herec (* 28. května 1906)
- 1968 – Howard Walter Florey, australský farmakolog, nositel Nobelovy ceny (* 24. září 1898)
- 1972 – Bronislava Nijinska, rusko-polská tanečnice a choreografka (* 8. ledna 1891)
- 1974 – Gustav Przeczek, polský menšinový spisovatel a politik (* 30. května 1913)
- 1976 – Tage Aurell, švédský spisovatel, novinář a překladatel (* 2. března 1895)
- 1978 – Jo'el Palgi, izraelský voják, diplomat a viceprezident letecké společnosti El Al (* 1. ledna 1918)
- 1982 – Geršom Scholem, izraelský filosof a historik (* 5. prosince 1897)
- 1984 – Michail Alexandrovič Šolochov, ruský spisovatel (* 24. května 1905)
- 1986 – Mart Stam, nizozemský architekt, urbanista a nábytkový designer (* 5. srpna 1899)
- 1991
  - Margot Fonteyn, anglická balerína (* 1919)
  - Mordechaj Iš-Šalom, starosta Jeruzaléma (* 2. ledna 1902)
- 1993 – Inge Lehmannová, dánská seismoložka a geofyzička (* 13. května 1888)
- 1994 – Oscar Collazo, pachatel atentátu na prezidenta Trumana (* 20. ledna 1914)
- 1999 – Gertrude Belle Elion, americká fyzioložka a farmakoložka, nositelka Nobelovy ceny (* 23. ledna 1918)
- 2004
  - John Charles, velšský fotbalista (* 27. prosince 1931)
  - Irina Pressová, sovětská sprinterka, dvojnásobná olympijská vítězka (* 10. března 1939)
- 2005 – Zdzisław Beksiński, polský malíř, fotograf a grafik (* 1929)
- 2006 – Pavel Žiburtovič, sovětský hokejista (* 8. září 1925)
- 2009 – Ilja Pjatěckij-Šapiro, rusko-izraelský matematik (* 30. března 1929)
- 2013
  - Magic Slim, americký bluesový hudebník (* 7. srpna 1937)
  - Alexej Jurjevič German, ruský režisér, scenárista a herec (* 20. července 1938)
- 2015
  - Clark Terry, americký trumpetista (* 14. prosince 1920)
  - Alexej Alexandrovič Gubarev, sovětský kosmonaut (* 29. března 1931)
- 2017 – Kenneth Arrow, americký ekonom, nositel Nobelovy ceny (* 1921)
- 2018
  - Billy Graham, americký baptistický kazatel (* 7. listopadu 1918)
  - Ján Kuciak, slovenský investigativní novinář (* 17. května 1990)
- 2019 – Peter Tork, americký hudebník a herec (* 13. února 1942)
- 2024 – Roger Guillemin, francouzsko-americký lékař a endokrinolog (* 11. ledna 1924)

## Svátky

### Česko
- Lenka, Lena, Leonora, Eleonora

### Svět
- Mezinárodní den boje proti kolonialismu – (od roku 1948)
- Mezinárodní den mateřského jazyka – UNESCO
- Mezinárodní den průvodců cestovního ruchu
- Slovensko: Eleonóra
- USA: Presidents’ Day (je-li pondělí)
- Bangladéš: Den bangladéšských mučedníků

### Liturgický kalendář
- Sv. Petr Damiani
- Randoald

| 21. únor v pražském KlementinuÚdaje jsou platné k 11. 3. 2025. | 21. únor v pražském KlementinuÚdaje jsou platné k 11. 3. 2025. | 21. únor v pražském KlementinuÚdaje jsou platné k 11. 3. 2025. |
| minimum                                                        | denní průměr                                                   | maximum                                                        |
| -------------------------------------------------------------- | -------------------------------------------------------------- | -------------------------------------------------------------- |
| −19,9 °C (1929)                                                | 1,4 °C (od 1961)                                               | 16,9 °C (1995)                                                 |